# Rocky Mount Instruments
Rocky Mount Instruments o RMI era una sussidiaria della Allen Organ Company, stabilita attorno al 1966 circa. Aveva sede a Rocky Mount, nella Carolina del Nord. È famosa per l'RMI Electra Piano, uno strumento a tastiera che faceva suoni simili al piano e al clavicembalo senza l'uso di corde, forchettine, o linguette, usando invece transistor, come la maggior parte degli organi combo di oggi.

## Organi combo
Di fatto, i primi modelli prodotti erano organi combo, incluso l' "Explorer" a quattro ottave (che usava un oscillatore dedicato per ogni tasto), il "Lark", il "Band Organ" (un'imitazione elettrica di una calliope a tre ottave) e la "Calliope" e "Calliope B" attorno al 1968 e agli inizi del 1969. Il primo modello di pianoforte elettrico era il "Model 100 Rock-Si-Chord" nel 1967. In vendita per $4695, conteneva solo due suoni (string e lute) ma fu espanso più tardi come "Model 100A" che conteneva 5 suoni (harpsichord, cembalo, lute, Guitar A, e Guitar B). Il "Model 200 Rock-Si-Chord" prodotto nel 1968 era simile al primo "Model 100", ma aveva un'opzione accenter che accorciava il decadimento del suono. Il "Model 200A" tuttavia conteneva il doppio dei suoni del "Model 100A".

## Electra piano
A partire dal 1970, la RMI cominciò a produrre gli Electra Piano serie 300, il suono dei quali divenne familiare ai fan delle band come i Genesis (che usarono lo strumento dal 1974 al 1977), gli Yes e i Deep Purple. I modelli originali 300A e B avevano 61 tasti. Fu aggiunta un'ottava nel modello 368 model (ma non era sensibile al tocco).  

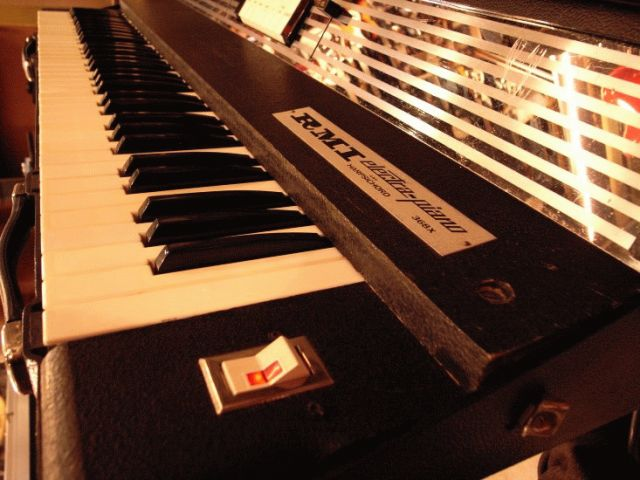
The RMI 368X Electra-piano and Harpsichord

 Il 368x era essenzialmente un 368 ospitato in una in un nuovo contenitore di plastica invece del precedente compensato ricoperto da PVC. Nel 1973, la RMI produsse il Model 400 che era un Model 300  con un sistema sonoro integrato che era più mirato al mercato domestico, e la serie 600, che era una versione stereo della serie 300 con due generatori di toni per tasto, ma che includeva anche nuovi suoni.

## Altri Prodotti
Nel 1974, RMI produceva il pionieristico strumento a tastiera "Keyboard Computer", il primo riproduttore di campioni digitali. Produceva suoni da modelli di forme d'onda memorizzati in schede perforate che venivano copiati e digitalizzati dentro memoria volatile, e non usava nastri magnetici (al contrario di come il Mellotron, Chamberlin e Birotron creavano i loro suoni).
Dal 1974 al 1976 la RMI produsse il suo unico vero sintetizzatore, l'RMI Harmonic Synthesizer, uno strumento che era avanti di molti anni rispetto al suo tempo (Il Yamaha DX7 fu messo in commercio nel 1983, nove anni dopo) ma non usato e compreso vastamente. I 48 tasti dual mono, la sintesi ibrida analogica/digitale aveva due generatori digitali di armoniche (16 armoniche ognuno, con due set di slider armonici), cinque preset, un LFO, arpeggiatore, un VCF con uscite Low Pass, Band Pass and High Pass miscelabili, e capacità AM e FM.
Nel 1979 la RMI introdusse la tastiera digitale DK-20 come sostituzione per i vecchi serie 300. Questo modello fu prodotto sino al 1982.

## Fine
La compagnia smise di esistere nel 1982.